# La Fièvre de l'or (jeu)
Pour les articles homonymes, voir La Fièvre de l'or.
La Fièvre de l'or est un jeu de société pour 3 à 5 joueurs, créé par Bruno Cathala et Bruno Faidutti, édité par Asmodée et ayant pour thème, comme son nom l'indique, la ruée vers l'or. Les deux mécanismes récurrents du jeu sont le bluff et les enchères.

## Règle du jeu

### Début de la partie
Chaque joueur est en possession en tout et pour tout de dix onces d'or, représentées par des pièces en plastique doré. Ces pièces sont de trois tailles et valeurs différentes (1, 5 et 10).
Les cartes sont mélangées et posées face cachée sur la surface de jeu, sauf les cartes « Maire » (cinq, une par ville) et « Saloon » (dix, soit deux par ville), qui restent à part. Elles feront office de pioche tout au long de la partie.

### Déroulement d'un tour

#### Les enchères
Au début d'un tour, on retourne autant de cartes qu'il y a de joueurs autour de la table. La plupart des cartes sont des cartes « Concession » (les autres ont des effets particuliers inscrits dessus, généralement à appliquer dès qu'elles sont piochées), ayant trois caractéristiques : leur couleur, indiquant la ville à laquelle elles appartiennent, leur  chiffre de production, soit le nombre inscrit en haut à droite de la carte, et enfin leur valeur de production, à savoir le nombre de pépites dessinées dessus.
À partir de ce moment, la phase des enchères commence. L'un des joueurs commence à fixer un montant de départ (il peut aussi se coucher dès le début, mais ce n'est pas d'un grand intérêt), puis son voisin de gauche choisit à son tour de miser plus que le premier joueur ou de se coucher. Le but de l'enchère est ici d'être le premier à choisir sa carte parmi celles proposées.
L'enchère se termine lorsque tous les joueurs sauf un se sont couchés (sachant que lorsqu'on se couche, on le fait pour l'intégralité de l'enchère, pas seulement pour un tour de table). L'originalité réside ici dans le fait que le joueur ayant remporté l'enchère ne paye pas le montant arrêté à la banque, mais à son voisin de droite, qui lui-même paye 50 % de cette somme à son voisin de droite (arrondis à l'inférieur), qui lui-même paye 50 % de la somme reçue à son voisin de droite… jusqu'à ce que l'on arrive au joueur à la gauche de celui qui a remporté l'enchèree (il ne reçoit rien).
Pour contrebalancer ceci, le choix des cartes se passe de manière différente (inversée, en fait) : le joueur ayant remporté l'enchère choisit sa carte, puis c'est au tour de son voisin de gauche d'en prendre une, etc. Le joueur ayant touché finalement la moitié de la somme totale ayant tourné autour de la table à ce tour se retrouve ainsi avec la dernière carte proposée.
Si une ou plusieurs cartes spéciales sont sorties, leur effet est à appliquer sur-le-champ (sauf mention contraire sur la carte elle-même).

#### Le jet de dés
Une fois l'enchère terminée, les cartes distribuées en conséquence et le paiement effectué, le joueur ayant remporté celle-ci lance les deux dés à six faces fournis avec le jeu.
C'est là qu'interviennent le chiffre de production et la valeur de production des concessions étalées devant chaque joueur. Les résultats des deux dés ajoutés donnent un chiffre allant de 2 à 12, avec une moyenne de 7. Toutes les concessions étalées sur la table ayant pour chiffre de production le chiffre sorti produisent un nombre d'onces d'or égal au nombre de pépites dessinées sur la carte, qui représente donc leur valeur de production.
Il va de soi que les concessions ayant pour chiffre de production le 6, le 7 ou le 8 seront en toute logique davantage prisées que celles ayant 2 ou 12.
Précisons que si un joueur a plusieurs concessions dont le chiffre de production est 5, par exemple, et que le 5 tombe justement durant le jet de dés, toutes les concessions concernées produiront de l'or.
Une fois cette phase terminée, un nouveau tour commence. C'est au joueur qui a remporté la précédente enchère de commencer celle-ci.

### Fin de la partie
Lorsque les dernières cartes de la pioche sont retournées, on résout ce tour ci normalement, puis on lance les dés une dernière fois. Après cette phase, la partie se termine.
Le décompte des points s'effectue de la manière suivante :
- 1 point par once d'or en sa possession
- 1 point par pépite présente sur une concession étalée devant soi
- 5 points par carte « Maire » étalée devant soi.

Le joueur qui a le plus de points remporte la partie.